# Chotoviny
Chotoviny (deutsch Chotowin) ist ein Ort mit 1.266 Einwohnern in der Region Jihočeský kraj (Tschechien).

## Geschichte

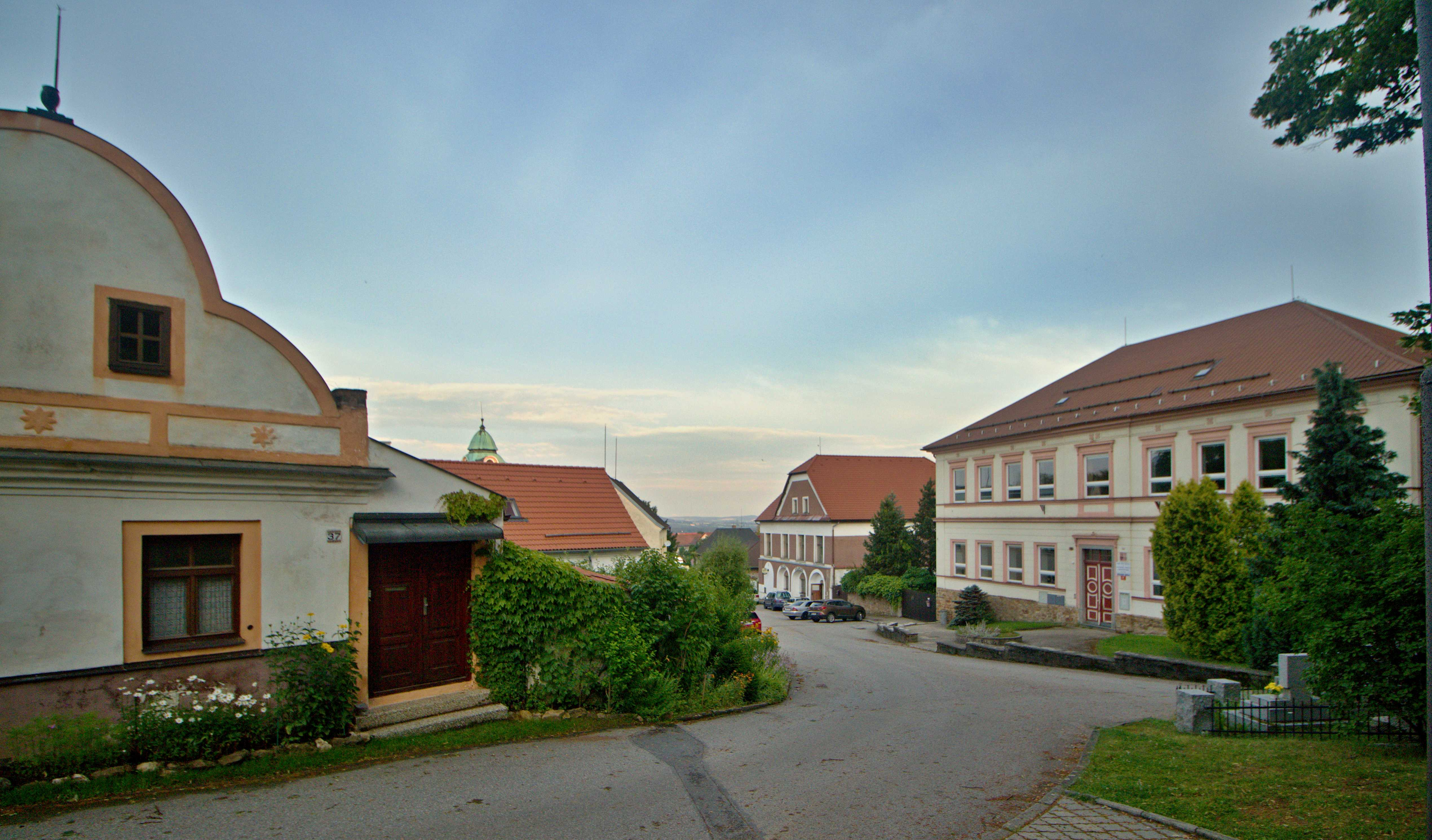
Chotoviny

Am 2. Juli 1266 wurde der Ort bei einer gerichtlichen Auseinandersetzung des Hynek z Vlašima und Racek z Tožic durch die Nennung des Zeugen Bořislav z Chotovin erstmals erwähnt. Die nächste schriftliche Urkunde stammt aus dem Jahr 1318. Vermutlich bestand der Ort schon früher. In den Notizen der Pfarrchronik ist vermerkt, dass die Kirche bereits in den Jahren 990 bis 1000 erbaut worden war. Bei Ausgrabungen wurden auch Skelette und Schmuck aus der frühen Christenzeit gefunden. Ursprünglich bestand der Ort aus Chotoviny, einer Siedlung um die Kirche und Vlkančice südlich des Schlosses. Seit dem 16. Jahrhundert wird nur noch der Ort Chotoviny erwähnt.
Als sich König Johann von Luxemburg bei den Herren von Rosenberg verschuldete, übereignete er ihnen 1354 die Herrschaft Chotoviny, die diese bis in das 16. Jahrhundert hielten. 1407 erbauten die Rosenberger am Ort des heutigen Schlosses eine Feste. 1611 wurde sie gemeinsam mit dem Dorf an Bohuslav Vít ze Rzavého aus dem Geschlecht der Vítové ze Rzavého verkauft. Weitere bedeutende Eigentümer waren die Wratislaw von Mitrowitz und der Wiener Kardinal Christoph Anton von Migazzi, der den Ort 1768 erhielt und 1770 bis 1780 das Schloss erbauen sowie die Kirche grundlegend renovieren ließ.
1806 erwarb die Herrschaft der Prager Bürger Jan Nádherný, der später in den Adelsstand erhoben wurde und dessen Nachkommen bis zum Ende des Zweiten Weltkrieges Eigentümer blieben. Baron Nádherný ließ das Schloss im Neorenaissance-Stil umbauen und legte den Schlosspark an. Auch die Kirche wurde aus seinen Mitteln erneut umgebaut.
Seit 1871 ist der Ort an das Schienennetz angeschlossen.

## Sehenswürdigkeiten
- Schloss
- Ursprünglich gotische Kirche, mit Grabstatuen von Josef Malinský

## Söhne und Töchter der Stadt
- Johann Adam Wratislaw von Mitrowitz (1677–1733), Bischof von Königgrätz und von Leitmeritz, ernannter Erzbischof von Prag
- Eduard Lederer (1859–1944), Rechtsanwalt, Politiker und Schriftsteller, NS-Opfer

## Partnergemeinde
- Buchlovice, Tschechien

## Ortsteile
- Beranova Lhota (Beran Lhota)
- Broučkova Lhota (Broutschek Lhota)
- Červené Záhoří (Rot Sahorsch)
- Jeníčkova Lhota (Jenitschek Lhota)
- Liderovice (Liderowitz)
- Moraveč (Morawetsch)
- Polánka (Polanka)
- Rzavá (Resawa)
- Řevnov (Rewnau)
- Sedlečko (Sedletschko)
- Vrážná (Wraschna)